# Вулиця Патріарха Мстислава Скрипника
Ву́лиця Патріа́рха Мстисла́ва Скри́пника — вулиця в Солом'янському районі міста Києва, місцевість Солом'янка. Пролягає від площі Петра Кривоноса до вулиці Митрополита Василя Липківського.
Прилучаються вулиці Георгія Кірпи, Платонівська, Стадіонна, провулки Платонівський та Ярослава Хомова.

## Історія
Вулиця виникла не пізніше 1899 року, мала назви Новостроєнська, Новопокровська, з 1914 року — Мстиславська. 
З 1938 року отримала назву вулиця Миколи Островського, на честь радянського письменника Миколи Островського (назву підтверджено 1944 року). 
Сучасна назва на честь Патріарха Мстислава (Скрипника), патріарха Київського і Всієї України УАПЦ, патріарха Київського і всієї Руси-України УПЦ (КП) — з 2016 року.
Теперішня забудова — із 1970-х років, в цей же час до неї приєднано один квартал Кубанської вулиці (перед поворотом до вулиці Митрополита Василя Липківського).
У лютому 2016 року київський міський голова видав розпорядження про перейменування вулиці.

## Забудова

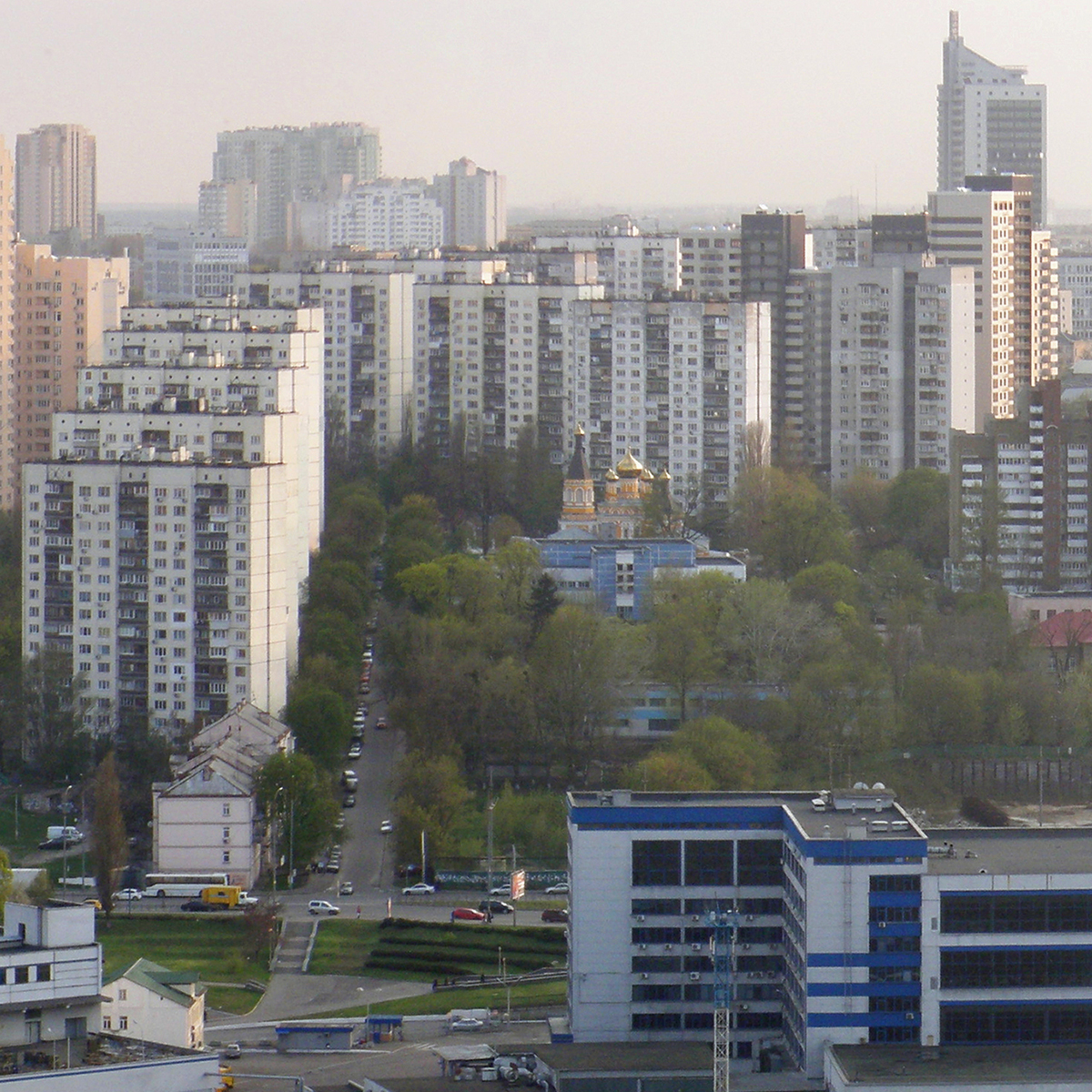
вулиця Патріарха Мстислава Скрипника

Більшість житлових будинків по вулиці Патріарха Мстислава Скрипника зведені у 1970-х роках — це експериментальний квартал 16-поверхових будинків серії БПС-6, зведених вздовж вулиць Митрополита Василя Липківського та Патріарха Мстислава Скрипника. Метою будівництва було дослідження можливості зведення багатоповерхових будинків в умовах горбистої місцевості.
На початку вулиці та в її кінці залишилося кілька будинків першої половини XX століття (№1, 3, 46 а, 48 та 58).

## Пам'ятки історії та архітектури

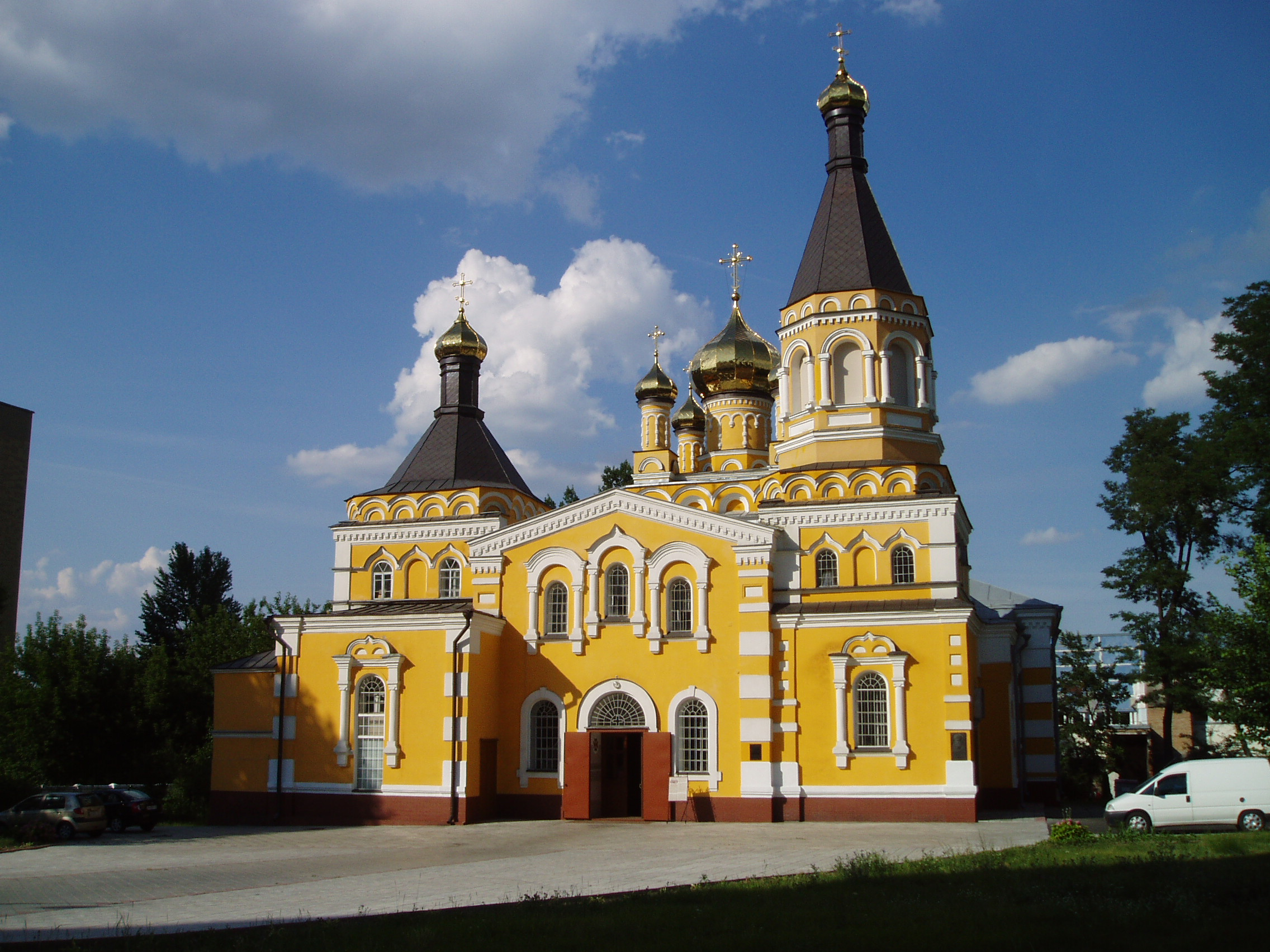
Свято-Покровська церква на Солом'янці

За адресою вул. Патріарха Мстислава Скрипника, 20/1 знаходиться православна Свято-Покровська церква. Храм зведений у 1897 році, в пам'ять митрополита Платона Городецького, який помер на свято Покрови 1 жовтня 1891 року. 3 жовтня того ж року міський голова Степан Сольський запропонував вшанувати митрополита зведенням Свято-Покровської церкви з вівтарем на честь святого Платона Сповідника. У 1893 році молодий архітектор Іполит Ніколаєв підготував проєкт церкви у псевдоруському стилі, з великою центральною та чотирма малими маківками на поясі з кокошників. Будівництво церкви почалося 14 вересня 1895 року, а завершилось 9 листопада 1897 року. Ікони та розпис виконали Іван Селезньов, Володимир Сонін та інші.
У 1905–1915 роках настоятелем храму був Василь Липківський.
У 1907–1914 роках велися роботи по розширенню церкви, автором проєкту був інженер Костянтин Сроковський. Ця перебудова значно змінила зовнішній вигляд храму.
У 1939 році церкву закрили. Дзвіницю було розібрано, куполи знято, в приміщенні церкви облаштували швейну майстерню. У 1990-х роках почалася реставрація церкви (за проєктом архітектора Володимира Хромченкова).

## Пам'ятники та меморіальні дошки
- буд. № 20/1 — митрополиту Василію (Липківському). Відкрито у 1996 році, скульптор В. І. Щур.

## Пам'ятки природи
- Дуб звичайний.

## Установи
- Школа-дитсадок «Барви» (буд. № 8/16)
- Міський шкірно-венерологічний диспансер № 4 (буд. № 48)